# Alkylgrupp

Generell strukturformel för alkylgrupper. R är den del av molekylen som inte tillhör alkylgruppen, n är ett naturligt tal (inklusive 0).

En alkylgrupp är en funktionell grupp som är uppbyggd av kolatomer och väteatomer. Formeln för en alkylgrupp erhålls genom att ta bort en väteatom från formeln för en alkan. Namngivningen följer på motsvarande vis alkanerna, med ändelsen -an ersatt med -yl. Den alkylgrupp som motsvarar kolvätet metan, CH4, är sålunda metylgruppen, CH3-.
Exempel är alkyl-bensen, alkyl-naftener, alkyl-aminer, alkyl-nitriler, metylkvicksilver, med mera.
Kemiskt reaktiva molekyler kan reagera med en alkylkedja. Reaktionen kallas för alkylering. Ett exempel är alkylering av reaktiva olefiner (alkener) med paraffiner (alkaner). Då fås teknisk alkylatbensin, en ren och icke-giftig besinsort.
Teknisk alkylatbensin ska dock inte förväxlas med varumärket "Alkylatbensin", som innehåller teknisk alkylatbensin, men även andra rena tekniska bensinsorter samt butaner.
| Antal C-atomer | Systematiskt namn | Trivialnamn | Förkortning | Strukturformel | Isomer         |
| -------------- | ----------------- | ----------- | ----------- | -------------- | -------------- |
| 1              | Metyl-            |             | Me          |                | inga           |
| 2              | Etyl-             |             | Et          |                | inga           |
| 3              | Propyl-           |             |             |                |                |
| 4              | Butyl-            |             |             |                | 3 isomerer     |
| 5              | Pentyl-           | Valeryl-    |             |                | 8 isomerer     |
| 6              | Hexyl-            | Kapron-     |             |                | Flera isomerer |
| 7              | Heptyl-           | Enantyl-    |             |                | Flera isomerer |
| 8              | Oktyl-            | Kapryl-     |             |                | Flera isomerer |
| 9              | Nonyl-            | Pelargonyl- |             |                | Många isomerer |
| 10             | Dekyl-            | Kaprin-     |             |                | Många isomerer |
| 12             | Dodekyl-          | Lauryl-     |             |                | Många isomerer |
| 14             | Tetradekyl-       | Myristyl-   |             |                | Många isomerer |
| 16             | Hexadekyl-        | Cetyl-      |             |                | Många isomerer |
| 18             | Oktadecyl-        | Stearyl-    |             |                | Många isomerer |